# Jaigaon
Jaigaon är en ort i Indien.   Den ligger i distriktet Jalpāiguri och delstaten Västbengalen, i den nordöstra delen av landet, 1 200 km öster om huvudstaden New Delhi. Jaigaon ligger 196 meter över havet och antalet invånare är 158 664.
Terrängen runt Jaigaon är varierad. Runt Jaigaon är det tätbefolkat, med 356 invånare per kvadratkilometer. Jaigaon är det största samhället i trakten. Trakten runt Jaigaon består till största delen av jordbruksmark.